# ОШ „Дринић” Дринић
ОШ „Дринић” је основна школа на подручју Општине Петровац. Налази се  на адреси Центар 13, у Дринићу. 

## Историјат
Прва школа у Дринићу отворена је након ослобођења, 1945. године. Била је смјештена у адаптираној лугарској кући. Дневни лист "Борба", који је неко вријеме у току Народноослободилачке борбе излазио у Дринићу, почео је 1951. изградњу спомен-школе. Према казивању мјештана и њених бивших ученика, школа је била једна од најопремљенијих у тадашњој Социјалистичкој републици Босни и Херцеговини. Почела је да ради 1954, а похађало ју је осам ученика. У другој генерацији било је 11, а у трећој 19 ученика. Школа је радила као четворогодишња све до 1976, када је, због малог броја ученика, угашена. Ученици разредне наставе били су упућени у школу у селу Буковача, а ученици предметне наставе у школу "Здравко Челар" у Босанском Петровцу. Школу у Петровцу ученици су похађали до 1995, а тада је, због ратних дешавања, велики број мјештана напустио своја огњишта. Школа у Дринићу је била потпуно уништена и спаљена. Након рата, становништво се постепено враћало и обнављало школу, која је почела да ради септембра 2000. као осмогодишња, са 19 ученика. Школске 2007/2008. школу је похађало 67 ученика, а 2018/2019. имала је 88 ученика, 20 наставника и једног вјероучитеља православне вјеронауке. Школа има спортску салу и спортске терене. Школска библиотека броји око 5.000 књига.